# Biftek

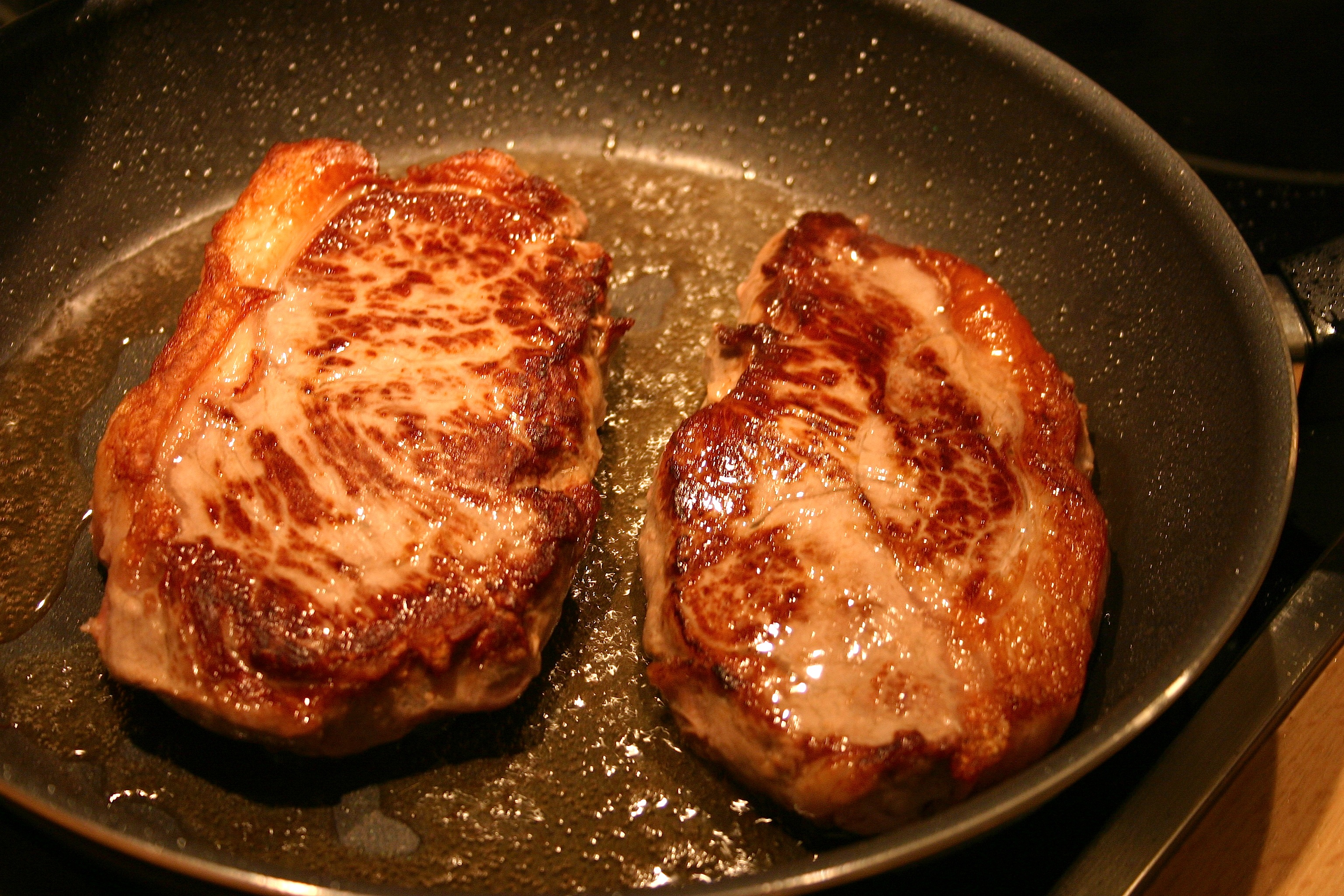
Biftek na pánvi

Biftek (podle anglického beefsteak – hovězí steak) je steak z hovězího masa.

## Příprava
Klasická úprava pokrmu se připravuje z odleželé střední části hovězí svíčkové. Okořeněný plátek masa se prudce opéká po obou stranách tak, aby vnitřek zůstal šťavnatý. Maso musí být 3 až 4 dny vyzrálé, nejchutnější bifteky pocházejí z mladých býčků či volů masných plemen (Angus, Charolais, Hereford apod.).
Biftek lze připravovat i z vysokého a nízkého roštěnce, květové špičky, krku, pupku a loupané plece či ořechu. Ostatní druhy hovězího nejsou pro biftek vhodné.